# فهرست آثار ملی شهرستان مینودشت
شهرستان مینودشت یکی از شهرستان‌های استان گلستان ایران است. شهر مینودشت مرکز این شهرستان است و رضاشاه پهلوی گاه به مینودشت سرکشی می‌کرد و در یکی از این بازدیدها در سال ۱۳۱۳ خورشیدی دو ماه پیش از بازدید درخواست کرد که حداقل دو ساختمان در مینودشت بنا شود. وی در بازدید خود نایب صادق‌خان را به خاطر بنای ساختمان‌ها ستود و به او طلا بخشید اما به دلایلی نامعلوم وی را از سرپرستی املاک گوکلان برکنار کرد. رضاشاه کشت پنبه و کنف و کرچک و کشف حجاب را در منطقه مینودشت ترغیب کرد.

## آثار ثبت‌شده
| ردیف | نام اثر                   | نگاره          | دیرینگی                              | موقعیت                                                                                 | شمارهٔ ثبت | تاریخ ثبت  | منبع  |
| ---- | ------------------------- | -------------- | ------------------------------------ | -------------------------------------------------------------------------------------- | --------- | ---------- | ----- |
| ۱    | تپه دهکده تک چنار         | بارگذاری تصویر | هزاره یک ق‌م                          | بخش مراوه تپه                                                                          | ۷۲۴       | ۱۳۴۶/۰۱/۲۳ | [ ۲ ] |
| ۲    | غار درچفت                 |                | پارینه سنگی ـ اسلامی                 | ۶ ک ضلع شرقی روستای فرنگ بخش گالیک                                                     | ۲۷۲۲      | ۱۳۷۹/۰۴/۲۲ |       |
| ۳    | تپه میدان                 |                | تاریخی ـ اسلامی                      | بخش گالیکش شرق روستای دوزین                                                            | ۲۷۲۷      | ۱۳۷۹/۰۴/۲۲ |       |
| ۴    | احمد قرایی                |                | عصر آهن ـ اسلامی                     | بخش گالیکش، روستای کیارام                                                              | ۲۷۳۵      | ۱۳۷۹/۰۴/۲۲ |       |
| ۵    | بالا تپه (خدا قلی)        |                | پیش از تاریخ ـ تاریخی                | بخش گالیکش، دهستان دوزین، روستای سایر                                                  | ۲۷۳۸      | ۱۳۷۹/۰۴/۲۲ |       |
| ۶    | قلعه سلیمان بوقه          |                | قرن ۵–۸ ق                            | بخش گالیکش ضلع شرقی روستای ترمه از                                                     | ۲۸۰۶      | ۱۳۷۹/۰۷/۱۶ |       |
| ۷    | تپه پل مینودشت            |                | اشکانی (پارت) ـ ساسانی               | ساحل شمالی رودخانه چلی چای جاده اصلی                                                   | ۲۸۰۸      | ۱۳۷۹/۰۷/۱۶ |       |
| ۸    | محوطه باستانی طبق چشمه    |                | هزاره یک ق‌م ـ اشکانی (پارت) ـ ساسانی | بخش گالیکش مرکزی روستای کمال‌آباد                                                       | ۲۸۰۹      | ۱۳۷۹/۰۷/۱۶ |       |
| ۹    | محوطه بازگیر              |                | پیش از تاریخ ـ آغاز دوره تاریخی ـ    | استان گلستان، شهرستان مینودشت، بخش مرکزی روستای بازگیر                                 | ۳۵۴۷      | ۱۳۷۹/۱۲/۲۵ |       |
| ۱۰   | تپه آق‌بابا                |                | تاریخی                               | شهرستان مینودشت، بخش مرکزی، دهستان کوهسارات، روستای النگ                               | ۸۷۹۴      | ۱۳۸۲/۰۳/۱۰ |       |
| ۱۱   | تپه هوشنگ مرادی           |                | تاریخی                               | شهرستان مینودشت، بخش گالیکش، دهستان ینقاق، ۱/۵ کیلومتری شمال غربی روستای پرسه سو       | ۸۷۹۵      | ۱۳۸۲/۰۳/۱۰ |       |
| ۱۲   | تپه پاکندوس               |                | تاریخی ـ اسلامی                      | شهرستان مینودشت، بخش گالیکش، دهستان نیلکوه، روستای فارسیان                             | ۸۷۹۶      | ۱۳۸۲/۰۳/۱۰ |       |
| ۱۳   | محوطه خوجه گلدی           |                | اسلامی                               | شهرستان مینو دشت، بخش گالیکش، دهستان قراوالان روستای قوشه چشمه                         | ۹۳۲۹      | ۱۳۸۲/۰۵/۰۷ |       |
| ۱۴   | تپه قلعه تخت سلیمان       |                | تاریخی ـ اسلامی                      | شهرستان مینو دشت، بخش گالیکش، دهستان قراولان جنوب غربی روستای تنگراه                   | ۹۳۳۰      | ۱۳۸۲/۰۵/۰۷ |       |
| ۱۵   | محوطه مشته لکی            |                | اسلامی                               | شهرستان مینودشت، بخش گالیکش، دهستان قراولان، شمال روستای کندسکوه                       | ۹۷۱۳      | ۱۳۸۲/۰۵/۲۷ |       |
| ۱۶   | محوطه قزل علفدار          |                | اسلامی                               | شهرستان مینودشت، بخش گالیکش، دهستان قراولان، روستای کندسکوه                            | ۹۷۱۴      | ۱۳۸۲/۰۵/۲۷ |       |
| ۱۷   | محوطه میان تیره تخت سروا  |                | پیش از تاریخ ـ تاریخی ـ اسلامی       | شهرستان مینودشت، بخش گالیکش، دهستان قراولان، روستای کند سکوه                           | ۹۷۱۵      | ۱۳۸۲/۰۵/۲۷ |       |
| ۱۸   | محوطه چشمه شاهپور         |                | اسلامی                               | شهرستان مینودشت، بخش گالیکش، دهستان قراولان، جنوب شرقی روستای لوه                      | ۹۷۱۶      | ۱۳۸۲/۰۵/۲۷ |       |
| ۱۹   | محوطه خدای قلی            |                | اسلامی                               | شهرستان مینودشت، بخش گالیکش، دهستان قراولان، پارک ملی گلستان                           | ۹۷۱۷      | ۱۳۸۲/۰۵/۲۷ |       |
| ۲۰   | محوطه نرگس لی             |                | اسلامی                               | شهرستان مینودشت، بخش گالیکش، دهستان قراولان، شمال غربی روستای ترجنلی                   | ۹۷۱۹      | ۱۳۸۲/۰۵/۲۷ |       |
| ۲۱   | چقور تپه                  |                | تاریخی ـ اسلامی                      | شهرستان مینودشت، بخش گالیکش، دهستان قراولان، ۵۰۰ متری جنوب روستای حاجی سیدی            | ۹۷۲۰      | ۱۳۸۲/۰۵/۲۷ |       |
| ۲۲   | تپه تخته گل               |                | هزاره ۵ ق‌م ـ هزاره یک ق‌م             | شهرستان مینودشت، بخش گالیکش، دهستان قراولان، محدوده پارک ملی گلستان، تنگه گلزار        | ۹۷۲۱      | ۱۳۸۲/۰۵/۲۷ |       |
| ۲۳   | شغال تپه                  |                | تاریخی                               | شهرستان مینودشت، بخش گالیکش، دهستان قراولان، ضلع شمالی روستای شغال تپه (صادق آباد)     | ۹۷۲۲      | ۱۳۸۲/۰۵/۲۷ |       |
| ۲۴   | گورستان عابدین لنگ        |                | اسلامی                               | شهرستان مینودشت، بخش گالیکش، دهستان قراولان، شمال روستای کندسکوه                       | ۹۷۲۳      | ۱۳۸۲/۰۵/۲۷ |       |
| ۲۵   | محوطه قلاچه               |                | اسلامی                               | شهرستان مینودشت، بخش گالیکش، دهستان قراولان، شمال غربی روستای کندسکوه                  | ۹۷۲۴      | ۱۳۸۲/۰۵/۲۷ |       |
| ۲۶   | تپه دارآباد               |                | تاریخی                               | شهرستان مینودشت، بخش گالیکش، دهستان قراولان، صد متری شمال روستای دارآباد               | ۹۷۲۵      | ۱۳۸۲/۰۵/۲۷ |       |
| ۲۷   | محوطه تخت غلام            |                | اسلامی                               | شهرستان مینودشت، بخش گالیکش، دهستان قراولان، ۱۰ کیلومتری شمال روستای کندسکوه           | ۹۷۲۶      | ۱۳۸۲/۰۵/۲۷ |       |
| ۲۸   | محوطه ساری سید            |                | هزاره ۵ ق‌م ـ تاریخی ـ اسلامی         | شهرستان مینودشت، بخش گالیکش، دهستان قراولان، دو کیلومتری جنوب غربی روستای ترجنلی       | ۹۷۲۷      | ۱۳۸۲/۰۵/۲۷ |       |
| ۲۹   | محوطه آش بشرلن            |                | اسلامی                               | شهرستان مینودشت، بخش گالیکش، دهستان قراولان، ۱/۵ کیلومتری غرب روستای ترجنلی            | ۹۷۲۸      | ۱۳۸۲/۰۵/۲۷ |       |
| ۳۰   | تپه ریگ چشمه              |                | تاریخی ـ اسلامی                      | شهرستان مینودشت، بخش گالیکش، دهستان قراولان، غرب روستای کندسکوه                        | ۹۷۲۹      | ۱۳۸۲/۰۵/۲۷ |       |
| ۳۱   | تپه شاخای دوم             |                | تاریخی                               | شهرستان مینودشت، بخش گالیکش، دهستان قراولان، شمال شرق روستای کندسکوه                   | ۹۷۳۰      | ۱۳۸۲/۰۵/۲۷ |       |
| ۳۲   | محوطه میس کمرا            |                | تاریخی ـ اسلامی                      | شهرستان مینودشت، بخش گالیکش، دهستان قراولان، شمال شرقی روستای کندسکوه                  | ۹۷۳۱      | ۱۳۸۲/۰۵/۲۷ |       |
| ۳۳   | قرنلی تپه                 |                | اشکانی (پارت) ـ ساسانی ـ اسلامی      | شهرستان مینودشت، بخش گالیکش، دهستان قراولان، ۱/۵ کیلومتری جنوبشرقی روستای ترجنلی       | ۹۷۳۲      | ۱۳۸۲/۰۵/۲۷ |       |
| ۳۴   | غار میس قایه              |                | تاریخی ـ اسلامی                      | شهرستان مینودشت، بخش گالیکش، دهستان قراولان، ضلع جنوبی پارک ملی گلستان                 | ۹۷۳۳      | ۱۳۸۲/۰۵/۲۷ |       |
| ۳۵   | محوطه دره قبرستان         |                | اسلامی                               | شهرستان مینودشت، بخش گالیکش، دهستان قراولان، شمال روستای کندسکوه، جنوب پارک ملی گلستان | ۹۷۳۴      | ۱۳۸۲/۰۵/۲۷ |       |
| ۳۶   | تپه لته                   |                | پیش از تاریخ ـ تاریخی ـ اسلامی       | شهرستان مینودشت، بخش گالیکش، دهستان قراولان، شمال روستای کندسکوه                       | ۹۷۳۵      | ۱۳۸۲/۰۵/۲۷ |       |
| ۳۷   | محوطه چشمه مهدی           |                | اسلامی                               | شهرستان مینودشت، بخش گالیکش، دهستان قراولان، غرب روستای کندسکوه                        | ۹۷۳۶      | ۱۳۸۲/۰۵/۲۷ |       |
| ۳۸   | قیز قلعه کند سکوه         |                | اسلامی                               | شهرستان مینودشت، بخش گالیکش، دهستان قراولان، شمال شرقی روستای کندسکوه                  | ۹۷۳۷      | ۱۳۸۲/۰۵/۲۷ |       |
| ۳۹   | محوطه تخت چهار راه        |                | اسلامی                               | شهرستان مینودشت، بخش گالیکش، دهستان قراولان، جنوب شرق روستای لوه                       | ۹۷۳۸      | ۱۳۸۲/۰۵/۲۷ |       |
| ۴۰   | محوطه لته نعلین           |                | اسلامی                               | شهرستان مینودشت، بخش گالیکش، دهستان قراولان شمال غرب روستای سیجان                      | ۹۷۳۹      | ۱۳۸۲/۰۵/۲۷ |       |
| ۴۱   | محوطه گورستان تخت کردها   |                | اسلامی                               | شهرستان مینودشت، بخش گالیکش، محدوده پارک ملی گلستان، منطقه معروف تخت کردها             | ۹۷۴۰      | ۱۳۸۲/۰۵/۲۷ |       |
| ۴۲   | محوطه چشمه خنک (گل سبحان) |                | اسلامی                               | شهرستان مینودشت، بخش گالیکش، دهستان قراولان، جنوب شرق روستای لوه                       | ۹۷۴۱      | ۱۳۸۲/۰۵/۲۷ |       |
| ۴۳   | محوطه توزه کلی            |                | اسلامی                               | شهرستان مینودشت، بخش گالیکش، دهستان قراولان، ۳ کیلومتری جنوب غربی روستای ترجنلی        | ۹۷۴۲      | ۱۳۸۲/۰۵/۲۷ |       |
| ۴۴   | تپه فرامرزی               |                | هزاره اول ـ تاریخی                   | شهرستان مینو دشت، بخش گالیکش، دهستان ینقاق، جنوب غربی روستای قلی تپه                   | ۱۴۰۴۹     | ۱۳۸۴/۱۱/۰۹ |       |
| ۴۵   | تپه ده عبدالله            |                | تاریخی ـ اسلامی                      | شهرستان مینودشت، بخش مرکزی، دهستان چهل چای، شمال روستای ده عبداله                      | ۱۴۰۵۰     | ۱۳۸۴/۱۱/۰۹ |       |
| ۴۶   | تولی تپه                  |                | هزاره اول ـ تاریخی                   | شهرستان مینودشت، بخش گالیکش، دهستان ینقاق، شمال غربی روستای عرب بوران                  | ۱۴۰۵۱     | ۱۳۸۴/۱۱/۰۹ |       |
| ۴۷   | تپه قانعی                 |                | هزاره اول ـ تاریخی                   | شهرستان مینودشت، بخش مرکزی، دهستان چهل چای، ۲۰۰ م شمال شرق روستای بلوچ آباد            | ۱۴۰۵۲     | ۱۳۸۴/۱۱/۰۹ |       |
| ۴۸   | تپه عرب بوران ۱           |                | اسلامی                               | شهرستان مینودشت، بخش گالیکش، دهستان ینقاق، ۴۰۰ م شمال غرب روستای عرب بوران             | ۱۴۰۵۳     | ۱۳۸۴/۱۱/۰۹ |       |
| ۴۹   | تینگر تپه                 |                | پیش از تاریخ ـ تاریخی                | شهرستان مینو دشت، بخش گالیکش، دهستان ینقاق، ۱/۱ کیلومتری شمال روستای ینقاق             | ۱۴۰۵۴     | ۱۳۸۴/۱۱/۰۹ |       |
| ۵۰   | تپه سرایلو                |                | تاریخی ـ اسلامی                      | شهرستان مینو دشت، بخش مرکز ی، دهستان چهل چای، ۷۰۰ م شمال غرب روستای املاک عباس‌آباد     | ۱۴۰۵۵     | ۱۳۸۴/۱۱/۰۹ |       |
| ۵۱   | سنگ تپه خسروی ۲           |                | هزاره یک ق م ـ تاریخی                | شهرستان مینو دشت، بخش گالیکش، دهستان ینقاق، ۵۰۰ م غرب روستای سنگ تپه خسروی             | ۱۴۰۵۶     | ۱۳۸۴/۱۱/۰۹ |       |
| ۵۲   | تپه قبرستان سرچشمه        |                | اسلامی                               | شهرستان مینو دشت، بخش گالیکش، دهستان ینقاق، ۵۰۰ م شمال شرقی روستای سرچشمه              | ۱۴۰۵۷     | ۱۳۸۴/۱۱/۰۹ |       |
| ۵۳   | محوطه سرکاریز             |                | تاریخی ـ اسلامی                      | شهرستان مینو دشت، بخش گالیکش، دهستان قراولان، ۸۰۰ م شمال روستای قرق                    | ۱۴۰۵۸     | ۱۳۸۴/۱۱/۰۹ |       |
| ۵۴   | تپه آقالر                 |                | عصرآهن                               | شهرستان مینو دشت، بخش مرکزی، دهستان چهل چای، ۲/۴ کیلومتری شمال غربی روستای القجر       | ۱۴۰۵۹     | ۱۳۸۴/۱۱/۰۹ |       |
| ۵۵   | تپه بیچم ۲                |                | هزاره اول تا اسلامی                  | شهرستان مینو دشت، بخش گالیکش، دهستان ینقاق، ۷۰۰ م شمال غرب روستای املاک                | ۱۴۰۶۰     | ۱۳۸۴/۱۱/۰۹ |       |
| ۵۶   | تپه اسفندیار              |                | هزاره اول تا اسلامی                  | شهرستان مینو دشت، بخش مرکزی، دهستان چهل چای، یک کیلومتری شمال شرق ده عبداله            | ۱۴۰۶۱     | ۱۳۸۴/۱۱/۰۹ |       |
| ۵۷   | تپه چمازلته               |                | پیش از تاریخ ـ تاریخی                | شهرستان مینو دشت، بخش مرکزی، دهستان کوهسارات، ۳۰۰ م شمال غرب روستای دوزین              | ۱۴۰۶۲     | ۱۳۸۴/۱۱/۰۹ |       |
| ۵۸   | تپه دوقلو                 |                | پیش از تاریخ ـ تاریخی                | شهرستان مینو دشت، بخش گالیکش، دهستان ینقاق، بدنه شمال غربی روستای تلوستان              | ۱۴۰۶۳     | ۱۳۸۴/۱۱/۰۹ |       |
| ۵۹   | تپه قلعه بی‌بی حلیمه       |                | تاریخی ـ اسلامی                      | شهرستان مینودشت، بخش گالیکش، دهستان ینقاق، ۴۰۰ م جنوب و جنوب غرب روستای صمدانی         | ۱۴۰۶۴     | ۱۳۸۴/۱۱/۰۹ |       |
| ۶۰   | قلعه تلوستان              |                | تاریخی ـ اسلامی                      | شهرستان مینو دشت، بخش گالیکش، دهستان ینقاق، بدنه جنوبی روستای تلوستان                  | ۱۴۰۶۵     | ۱۳۸۴/۱۱/۰۹ |       |
| ۶۱   | تپه ده حسن خان            |                | عصرآهن ـ تاریخی                      | شهرستان مینو دشت، بخش مرکزی، دهستان چهل چای، بدنه شمالغربی روستای ده حسن خان           | ۱۴۰۶۶     | ۱۳۸۴/۱۱/۰۹ |       |
| ۶۲   | تلو تپه                   |                | هزاره یک ق م ـ تاریخی                | شهرستان مینودشت، بخش گالیکش، دهستان قراولان، یک کیلومتری جنوب شرق روستای چقربش قارداش  | ۱۴۰۶۷     | ۱۳۸۴/۱۱/۰۹ |       |
| ۶۳   | تپه رضا                   |                | هزاره یک ق م ـ تاریخی                | شهرستان مینودشت، بخش گالیکش، دهستان قراولان، شمالشرق روستای قانجق شهرک                 | ۱۴۰۶۸     | ۱۳۸۴/۱۱/۰۹ |       |
| ۶۴   | تپه قلعه پاسنگ پایین      |                | هزاره یک ق م ـ تاریخی                | شهرستان مینو دشت، بخش گالیکش، دهستان قراولان، ۲/۵ کیلومتری شمال روستای پاسنگ پایین     | ۱۴۰۶۹     | ۱۳۸۴/۱۱/۰۹ |       |
| ۶۵   | تپه قزل سفلو              |                | تاریخی                               | شهرستان مینو دشت، بخش مرکزی، دهستان چهل چای، ۶۰۰ م غرب روستای القجر                    | ۱۴۰۷۰     | ۱۳۸۴/۱۱/۰۹ |       |
| ۶۶   | تپه محمد زمان خان         |                | هزاره اول تا اسلامی                  | شهرستان مینو دشت، بخش مرکزی، دهستان چهل چای، ۵۰۰ م جنوب غرب روستای محمدزمان خان        | ۱۴۰۷۱     | ۱۳۸۴/۱۱/۰۹ |       |
| ۶۷   | تپه امامزاده جعفر         |                | تاریخی ـ اسلامی                      | شهرستان مینو دشت، بخش گالیکش، دهستان قراولان، ۶۰۰ م غرب روستای قانجق شهرک              | ۱۴۰۷۲     | ۱۳۸۴/۱۱/۰۹ |       |
| ۶۸   | تپه آب پران               |                | هزاره اول ق م                        | شهرستان مینو دشت، بخش گالیکش، دهستان نیلکوه، یک کیلومتری شمال غرب روستای آب پران       | ۱۴۰۷۳     | ۱۳۸۴/۱۱/۰۹ |       |
| ۶۹   | تپه پیشاهنگی              |                | هزاره اول                            | جنوب شهر مینودشت، روبروی اردوگاه شهید فهمیده                                           | ۱۴۰۷۴     | ۱۳۸۴/۱۱/۰۹ |       |
| ۷۰   | تپه سرهنگ                 |                | هزاره اول ـ تاریخی                   | شهرستان مینو دشت، بخش گالیکش، دهستان ینقاق، دو کیلومتری جنوب روستای محمدآباد           | ۱۴۰۷۵     | ۱۳۸۴/۱۱/۰۹ |       |
| ۷۱   | تپه سنچولی                |                | پیش از تاریخ ـ تاریخی                | شهرستان مینو دشت، بخش مرکزی، دهستان چهل چای، شرق روستای قلمی                           | ۱۴۰۷۶     | ۱۳۸۴/۱۱/۰۹ |       |
| ۷۲   | تپه ینقاق                 |                | پیش از تاریخ تا اسلامی               | شهرستان مینو دشت، بخش گالیکش، دهستان ینقاق، داخل بافت روستای ینقاق                     | ۱۴۰۷۷     | ۱۳۸۴/۱۱/۰۹ |       |
| ۷۳   | قاپلان تپه                |                | هزاره اول ـ تاریخی                   | شهرستان مینو دشت، بخش مرکزی، دهستان چهل چای، یک کیلومتری شمال روستای شرکت صحرا         | ۱۴۰۷۸     | ۱۳۸۴/۱۱/۰۹ |       |
| ۷۴   | تپه حاج محمود             |                | پیش از تاریخ                         | شهرستان مینو دشت، بخش مرکزی، دهستان چهل چای، ۱/۵ کیلومتری جنوب روستای دشت حلقه         | ۱۴۰۷۹     | ۱۳۸۴/۱۱/۰۹ |       |
| ۷۵   | تپه قبرستان گیلان تپه     |                | هزاره اول ـ تاریخی                   | شهرستان مینودشت، بخش گالیکش، دهستان قراولان، ۱/۲ کیلومتری جنوب شرق روستای گیلان تپه    | ۱۴۰۸۰     | ۱۳۸۴/۱۱/۰۹ |       |
| ۷۶   | تپه عرب بوران ۲           |                | تاریخی ـ اسلامی                      | شهرستان مینو دشت، بخش گالیکش، دهستان ینقاق، ۱/۲ کیلومتری جنوب غرب روستای عرب بوران     | ۱۴۰۸۱     | ۱۳۸۴/۱۱/۰۹ |       |
| ۷۷   | تپه کویت محله بازگیر      |                | هزاره اول تا اسلامی                  | شهرستان مینو دشت، بخش مرکزی، دهستان چهل چای، ۲۰۰ م غرب روستای کویت محله بازگیر         | ۱۴۰۸۲     | ۱۳۸۴/۱۱/۰۹ |       |
| ۷۸   | تپه مصطفی لو              |                | پیش از تاریخ                         | شهرستان مینودشت، بخش مرکزی، دهستان چهل چای، یک کیلومتری شمال غربی روستای القجر         | ۱۴۰۸۳     | ۱۳۸۴/۱۱/۰۹ |       |
| ۷۹   | تپه امامزاده              |                | هزاره اول ـ تاریخی                   | شهرستان مینودشت، بخش مرکزی، دهستان چهل چای، بدنه شمال غربی روستای ده عبداله            | ۱۴۰۸۴     | ۱۳۸۴/۱۱/۰۹ |       |
| ۸۰   | تپه کمال                  |                | پیش از تاریخ                         | شهرستان مینو دشت، بخش مرکزی، دهستان چهل چای، دو کیلومتری جنوب شرق روستای سارلی سفلی    | ۱۴۰۸۵     | ۱۳۸۴/۱۱/۰۹ |       |
| ۸۱   | تپه پاسنگ بالا ۲          |                | هزاره اول ـ تاریخی                   | شهرستان مینو دشت، بخش گالیکش، دهستان قراولان، ۹۰۰ م شمال غرب روستای پاسنگ بالا         | ۱۴۰۸۶     | ۱۳۸۴/۱۱/۰۹ |       |
| ۸۲   | تپه حاج حیدر              |                | هزاره اول                            | شهرستان مینو دشت، بخش مرکزی، دهستان چهل چای، بدنه شمالی روستای قلمی                    | ۱۴۰۸۷     | ۱۳۸۴/۱۱/۰۹ |       |
| ۸۳   | تپه جبروتی                |                | هزاره اول ـ تاریخی                   | شهرستان مینودشت، بخش مرکزی، دهستان چهل چای، ۱/۳ کیلومتری جنوب غرب روستای ده عبداله     | ۱۴۰۸۸     | ۱۳۸۴/۱۱/۰۹ |       |
| ۸۵   | تپه آلمان                 |                | هزاره اول ـ تاریخی                   | شهرستان مینودشت، بخش مرکزی، دهستان چهل چای، ۵۰۰م شمال غرب روستای پرسه سو               | ۱۴۰۸۹     | ۱۳۸۴/۱۱/۰۹ |       |
| ۸۶   | تپه حاج ابراهیم سارلی     |                | پیش از تاریخ ـ تاریخی                | شهرستان مینو دشت، بخش مرکزی، دهستان چهل چای، ۳۰۰ م جنوب شرقی روستای سارلی سفلی         | ۱۴۰۹۰     | ۱۳۸۴/۱۱/۰۹ |       |
| ۸۷   | تپه مشرقی                 |                | هزاره اول ـ تاریخی                   | شهرستان مینو دشت، بخش مرکزی، دهستان چهل چای، یک کیلومتری غرب روستای عباس‌آباد           | ۱۴۰۹۱     | ۱۳۸۴/۱۱/۰۹ |       |
| ۸۸   | تپه خوردیماق              |                | هزاره اول ـ تاریخی                   | شهرمینودشت، شمال میدان خوردیماق، شرق خ شیخ فضل‌الله نوری                                | ۱۴۰۹۲     | ۱۳۸۴/۱۱/۰۹ |       |
| ۸۹   | تپه علی                   |                | عصر آهن                              | شهرستان مینودشت، بخش گالیکش، دهستان قراولان، ۱/۳ کیلومتری جنوب روستای تراجق            | ۱۴۰۹۳     | ۱۳۸۴/۱۱/۰۹ |       |
| ۹۰   | سنگ تپه خسروی             |                | اسلامی                               | شهرستان مینودشت، بخش گالیکش، دهستان ینقاق، جنوب غربی روستای سنگ تپه خسروی              | ۱۴۰۹۴     | ۱۳۸۴/۱۱/۰۹ |       |
| ۹۱   | چغور تپه                  |                | تاریخی                               | شهرستان مینو دشت، بخش مرکزی، دهستان قراولان، ۹۰۰ م جنوب غرب روستای قانجق شهرک          | ۱۴۰۹۵     | ۱۳۸۴/۱۱/۰۹ |       |
| ۹۲   | تپه سلیمان                |                | تاریخی                               | شهرستان مینو دشت، بخش گالیکش، دهستان قراولان، جنوب غرب روستای کرنگ کفتر                | ۱۴۰۹۶     | ۱۳۸۴/۱۱/۰۹ |       |
| ۹۳   | مین تپه                   |                | هزاره اول ـ تاریخی                   | شهرستان مینودشت، بخش مرکزی، دهستان چهل چای، ۷۰۰ م جنوب غرب روستای قلمی                 | ۱۴۰۹۷     | ۱۳۸۴/۱۱/۰۹ |       |
| ۹۴   | تپه نور احمد بلوچ         |                | پیش از تاریخ                         | شهرستان مینو دشت، بخش مرکزی، دهستان چهل چای، ۲۰۰م جنوب شرق روستای بلوچ آباد            | ۱۴۰۹۸     | ۱۳۸۴/۱۱/۰۹ |       |
| ۹۵   | تپه کسرائی                |                | هزاره اول ق م تا اسلامی              | شهرستان مینودشت، بخش گالیکش، دهستان ینقاق، ۱۰۰ م جنوب شرق روستای حیدر آباد کسرائی      | ۱۴۰۹۹     | ۱۳۸۴/۱۱/۰۹ |       |
| ۹۶   | تپه قانجق                 |                | هزاره اول ـ تاریخی                   | شهرستان مینو دشت، بخش مرکزی، دهستان چهل چای، یک کیلومتری شمال روستای قلمی              | ۱۴۱۰۰     | ۱۳۸۴/۱۱/۰۹ |       |
| ۹۷   | تپه پرسه سو               |                | هزاره اول ـ تاریخی                   | شهرستان مینودشت، بخش مرکزی، دهستان چهل چای، شمال روستای پرسه سو                        | ۱۴۱۰۱     | ۱۳۸۴/۱۱/۰۹ |       |
| ۹۸   | تپه کلوکند                |                | هزاره اول                            | شهرستان مینودشت، بخش مرکزی، دهستان چهل چای، شمال روستای کلوکند                         | ۱۴۱۰۲     | ۱۳۸۴/۱۱/۰۹ |       |
| ۹۹   | شغال تپه                  |                | هزاره اول                            | شهرستان مینودشت، بخش مرکزی، دهستان چهل چای، ۶۰۰ م جنوب غرب روستای قلمی                 | ۱۴۱۰۳     | ۱۳۸۴/۱۱/۰۹ |       |
| ۱۰۰  | تپه دوزین                 |                | هزاره اول ـ تاریخی                   | شهرستان مینودشت، بخش مرکزی، دهستان کوهسارات، ۴۰۰ م شمال غرب روستای دوزین               | ۱۴۱۰۴     | ۱۳۸۴/۱۱/۰۹ |       |
| ۱۰۱  | قره‌تپه                    |                | هزاره اول ـ تاریخی                   | شهرستان مینودشت، بخش گالیکش، دهستان قراولان، ۱/۵ کیلومتری غرب و جنوب غرب روستای ترجنلی | ۱۴۱۰۵     | ۱۳۸۴/۱۱/۰۹ |       |
| ۱۰۲  | تپه قلعه ابوبکر           |                | تاریخی                               | شهرستان مینودشت، بخش گالیکش، دهستان ینقاق، شرق روستای املاک                            | ۱۴۱۰۶     | ۱۳۸۴/۱۱/۰۹ |       |
| ۱۰۳  | تپه حسین سرگزی            |                | هزاره اول ـ تاریخی                   | شهرستان مینودشت، بخش مرکزی، دهستان چهل چای، ۳۰۰ م جنوب غرب روستای قلمی                 | ۱۴۱۰۷     | ۱۳۸۴/۱۱/۰۹ |       |
| ۱۰۴  | مجموعه تپه‌های سارانی      |                | هزاره اول ـ اسلامی                   | شهرستان مینودشت، بخش گالیکش، دهستان ینقاق، ۷۰۰ م شمال شرق روستای محمدآباد              | ۱۴۱۰۸     | ۱۳۸۴/۱۱/۰۹ |       |
| ۱۰۵  | درویش تپه                 |                | عصرآهن ـ تاریخی                      | شهرستان مینودشت، بخش مرکزی، دهستان چهل چای، ۳ کیلومتری جنوب شرقی روستای سارلی سفلی     | ۱۴۱۰۹     | ۱۳۸۴/۱۱/۰۹ |       |
| ۱۰۶  | مجموعه تپه‌های بازگیر      |                | پیش از تاریخ ـ اسلامی                | شهرستان مینودشت، بخش مرکزی، دهستان چهل چای، ۳۰۰ م شمال روستای بازگیر                   | ۱۴۱۱۰     | ۱۳۸۴/۱۱/۰۹ |       |
| ۱۰۷  | قلی‌تپه                    |                | هزاره اول ـ تاریخی                   | شهرستان مینودشت، بخش گالیکش، دهستان ینقاق، شمال روستای قلی‌تپه                          | ۱۴۱۱۱     | ۱۳۸۴/۱۱/۰۹ |       |
| ۱۰۹  | محوطه قاسم‌آباد            |                | پیش از تاریخ ـ اسلامی                | شهرستان مینودشت، بخش گالیکش، دهستان ینقاق، ۶۰۰ م جنوب غرب روستای قاسم‌آباد              | ۱۴۱۱۲     | ۱۳۸۴/۱۱/۰۹ |       |
| ۱۱۰  | محوطه اوغان               |                | پیش از تاریخ                         | شهرستان مینودشت، شهر گالیکش، ۲۰۰ م جنوب شهر                                            | ۱۴۱۱۳     | ۱۳۸۴/۱۱/۰۹ |       |
| ۱۱۱  | تپه سیدرشید               |                | هزاره اول ـ تاریخی                   | شهرستان مینودشت، بخش گالیکش، دهستان ینقاق، ۲/۴ کیلومتری جنوب شرق روستای ینقاق          | ۱۴۱۱۴     | ۱۳۸۴/۱۱/۰۹ |       |
| ۱۱۲  | تپه سرچشمه                |                | هزاره اول ـ تاریخی                   | شهرستان مینو دشت، بخش گالیکش، دهستان ینقاق، ۵۰۰ م جنوب روستای سرچشمه                   | ۱۴۱۱۵     | ۱۳۸۴/۱۱/۰۹ |       |
| ۱۱۳  | تپه کرنگ کفتر             |                | هزاره اول ق‌م ـ تاریخی                | شهرستان مینودشت، بخش گالیکش، دهستان قراولان، ۴۰۰ م غرب روستای کرنگ کفتر                | ۱۴۲۰۲     | ۱۳۸۴/۱۱/۰۹ |       |
| ۱۱۴  | تپه عباس‌آباد املاک        |                | پیش از تاریخ تا تاریخی               | شهرستان مینو دشت، بخش مرکزی، دهستان چهل چای، جنوب شرقی روستای عباس‌آباد                 | ۱۴۵۱۰     | ۱۳۸۴/۱۲/۱۶ |       |
| ۱۱۵  | تپه تمر تاش               |                | هزاره اول ـ اسلامی                   | شهرستان مینو دشت، بخش گالیکش، دهستان ینقاق، شمال شرق روستای تلوستان                    | ۱۴۵۱۳     | ۱۳۸۴/۱۲/۱۶ |       |
| ۱۱۶  | تپه مزار                  |                | پیش از تاریخ تا تاریخی               | شهرستان مینو دشت، بخش مرکزی، دهستان چهل چای، شرق روستای قلمی                           | ۱۴۵۱۴     | ۱۳۸۴/۱۲/۱۶ |       |
| ۱۱۷  | تپه صفی آبا د             |                | هزاره اول تا اسلامی                  | شهرستان مینو دشت، بخش مرکزی، دهستان کو هسارات، ۳۰۰ متری جنوب شرق روستای صفی‌آباد        | ۱۴۵۱۵     | ۱۳۸۴/۱۲/۱۶ |       |